# Al-Zawraa
Al-Zawraa – iracki klub piłkarski z siedzibą w Bagdadzie, występujący w Dawri Al-Nokhba.
Został założony w 1969 jako Al Muwasalat. W 1972 przyjął obecną nazwę. Jest najbardziej utytułowanym klubem w Iraku.

## Sukcesy
- 14-krotny mistrz Iraku: 1976, 1977, 1979, 1991, 1994, 1995, 1996, 1999, 2000, 2001, 2006, 2011, 2016, 2018[1]
- 14-krotny zdobywca Pucharu Iraku: 1976, 1979, 1981, 1982, 1989, 1990, 1991, 1993, 1994, 1995, 1996, 1998, 1999, 2000